# المغيرة بن أبي صفرة
المغيرة بن أبي صفرة، صحابي من قبيلة الازد، ذكر أَبُو عَلِيِّ بْنِ السَّكَنِ في "الصَّحَابَةِ" في ترجمة أبي صفرة والده ما يدلُّ على إدراكه؛ فقال: وسأله النبيُّ صلى الله عليه وآله وسلم عن ولده، فقال: هم ثمانية عشر ذكرًا، وولدت لي بأخَرة بنت سَمَّيْتُها صُفْرَة: فقال: "أَنْتَ أَبُو صُفْرَةَ".، وقال أَبُو عُمَرَ في ترجمة أبي صفرة: إنه وفد على أبي بكر، وعمر، ومعه عشرة من وَلده، أصغرهم المهلب، وقال الطَّبرِيُّ: لما ولي زياد الحكم بن عمرو خراسان، ولي المهلب الحَرْبَ، وولي أخاه أَمْرَ العسكر، ففتح الله عليهم.

## وصلات خارجية

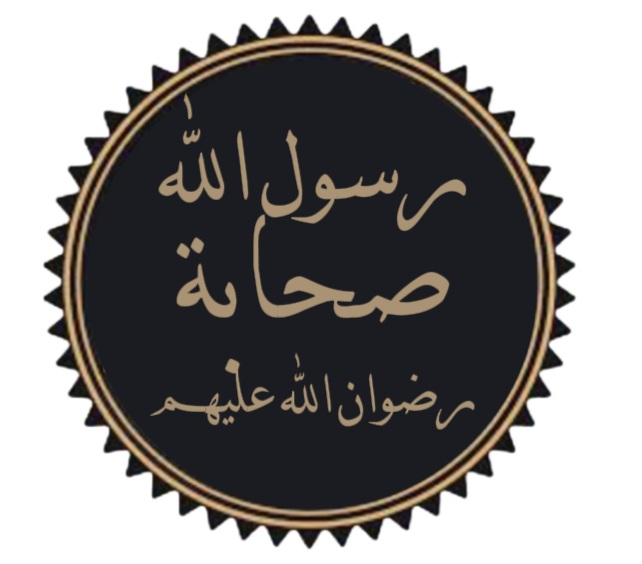
تخطيط صحابة رسول الله

- صحابة